# Bart Staes

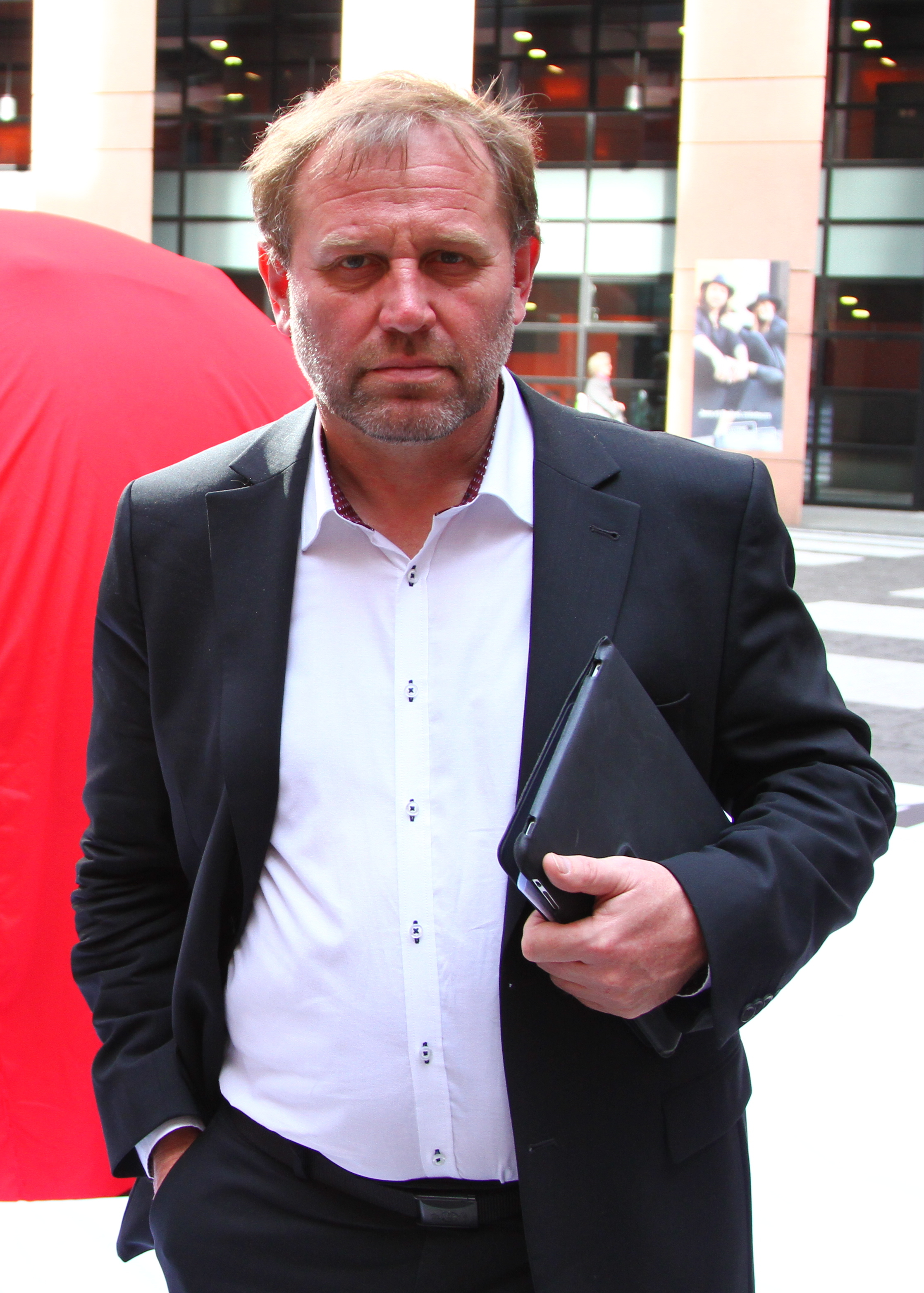
Bart Staes

Bart Staes (* 7. August 1958 in Izegem) ist ein belgischer Politiker für die Partei Groen. Von 1999 bis 2019 war er Mitglied des Europäischen Parlaments.

## Leben
Staes beendete 1981 seine Lehrerausbildung in den Fächern Niederländisch, Englisch und Wirtschaft. Von 1981 bis 1999 war er Fraktionsmitarbeiter im Europäischen Parlament. 1999 wurde er als Abgeordneter in das Europäische Parlament gewählt. Er ist Mitglied der Fraktion Die Grünen/Europäische Freie Allianz sowie des Haushaltskontrollausschusses und der Delegation im Parlamentarischen Kooperationsausschuss EU-Russland. Von 1999 bis 2002 war er Vorsitzender der Delegation in den Ausschüssen für die parlamentarische Zusammenarbeit EU-Kasachstan, EU-Kirgisistan und EU-Usbekistan und für die Beziehungen zu Tadschikistan, Turkmenistan und der Mongolei und von 2002 bis 2004 Vorsitzender der Delegation im Ausschuss für die parlamentarische Zusammenarbeit EU-Russland.
2018 war Staes gemeinsam mit Abgeordneten Norbert Lins Berichterstatter des Sonderausschuss für das Genehmigungsverfahren der EU für Pestizide.
Staes begann seine politische Karriere bei der Partei Volksunie. Von 1980 bis 1981 und von 1984 bis 1987 war er Mitglied des Vorstands der Jugendorganisation und von 1984 bis 1987 Mitglied des Parteirates sowie von 1995 bis 2001 zusätzlich Mitglied des Parteivorstands der Volksunie. Seit 2002 ist er für die Partei Groen aktiv.

## Schriften
- Het vlees is zwak. Mit Jaak Vandemeulebroucke. Hadewijch, Antwerpen 1996, ISBN 90-5240-363-5.
- Voedselveiligheid in de Europese Unie. In: Sampol. 11/2004, ISSN 1372-0740, S. 45–54.
- De poenscheppers: wanbeheer, fraude en corruptie in Europa. Mit Hans van Scharen. Houtekiet, Antwerpen 2007, ISBN 9789052407449.